# Aden-Alexandre Houssein
Aden-Alexandre Houssein (arabisch عدن الكسندر حسين, geb. 28. März 1998 in Compiègne, Frankreich) ist ein dschibutischer Judoka. Er fungierte 2020 bei den Olympischen Sommerspielen in Tokio als Flaggenträger der dschibutischen Delegation. Er gewann Bronzemedaillen bei den Afrikaspielen (2019) und bei den Afrikanischen Meisterschaften (2019, 2020). 2022 konnte er bei den Afrikanischen Meisterschaften Silber und 2023 Gold gewinnen.

## Sportliche Karriere
Houssein gewann eine der Bronzemedaillen im Wettbewerb der Männer bis 73 kg bei den Afrikanischen Meisterschaften 2019 in Kapstadt. Im selben Jahr war er für Dschibuti auch bei den Afrikaspielen in Rabat, wo er ebenfalls die Bronzemedaille im Wettbewerb der Männer bis 73 kg gewann.
2020 gewann er erneut die Bronzemedaille in diesem Wettbewerb bei den Afrikanischen Meisterschaften in Antananarivo. 2021 nahm er an den Weltmeisterschaften in Budapest, Ungarn, teil.
Bei den 2021 ausgetragenen Olympischen Sommerspielen 2020 in Tokio war er Flaggenträger für Dschibuti. Nach einem Auftaktsieg schied er im Achtelfinale des Leichtgewichts aus dem Wettbewerb aus.

## Erfolge
| Jahr | Wettkampf                    | Platz | Gewichtsklasse | Quelle |
| ---- | ---------------------------- | ----- | -------------- | ------ |
| 2019 | Afrikanische Meisterschaften | 3.    | −73 kg         |        |
| 2019 | Afrikaspiele                 | 3.    | −73 kg         |        |
| 2020 | Afrikanische Meisterschaften | 3.    | −73 kg         |        |
| 2022 | Afrikanische Meisterschaften | 2.    | −73 kg         |        |
| 2023 | Afrikanische Meisterschaften | 1.    | −73 kg         | [ 5 ]  |

## Familie
Aden-Alexandre Houssein ist der Bruder von Anass Houssein.